# Dona Beija
Pour l’article homonyme, voir Dona Beija (série télévisée).
Ana Jacinta de São José, dite dona Beija (parfois orthographié dona Beja ou encore dona Bêja) (Formiga, Minas Gerais, 1800 - Bagagem (devenue Estrela do Sul, Minas Gerais, 8 octobre 1873) est une courtisane brésilienne qui fut l'une des personnalités marquantes dans la région d'Araxá dans l'État des Minas Gerais (Mines Générales) au XIXe siècle.
Sa vie a inspiré plusieurs romans, dont Dona Beija, a feiticeira do Araxá (1957), de Thomas Leonardos, Vida em Flor de Dona Bêja (1957), de Agripa Vasconcelos, O Solar de Dona Beija, de Maria Santos Teixeira (1965), Dona Beja Nua e Crua et  Dona Beija a Flor do Pecado, de Ângelo D'Ávila (1992) ainsi que  Dona Beija, de Pedro Divino Rosa (Pedro Popó). Les deux premiers ouvrages mentionnés servirent de base au  scénario  de la telenovela brésilienne Dona Beija, produite par la chaine  Rede Manchete, aujourd'hui disparue.